# Chiesa di Sant'Anna (Cerreto Sannita)
La chiesa di Sant'Anna è una architettura religiosa sita nel territorio comunale di Cerreto Sannita in provincia di Benevento.

## Storia
La chiesa fu costruita, secondo il Mazzacane, nel 1460.
In alcuni documenti del XVII secolo risultava intitolata alla Madonna di Loreto perché sull'unico altare della chiesa era conservata una effigie raffigurante la "B.M.V. di Loreto".
Nel 1660 venne innalzato un altro altare al quale furono annesse delle rendite donate da un certo Fabio Petronsi di Cerreto.
Il terremoto del 5 giugno 1688 non provocò grossi danni alla chiesa tanto che per alcuni mesi funse da Cattedrale.
Rimase di modeste dimensioni sino al 1919 quando, ad opera di mons. Luigi Di Lella, fu ampliata notevolmente con la costruzione del transetto, dell'abside e della cupola. 
Ulteriori lavori di restauro furono effettuati negli anni 1970 quando venne rifatta la facciata che originariamente presentava tre finestrelle. 

## Descrizione

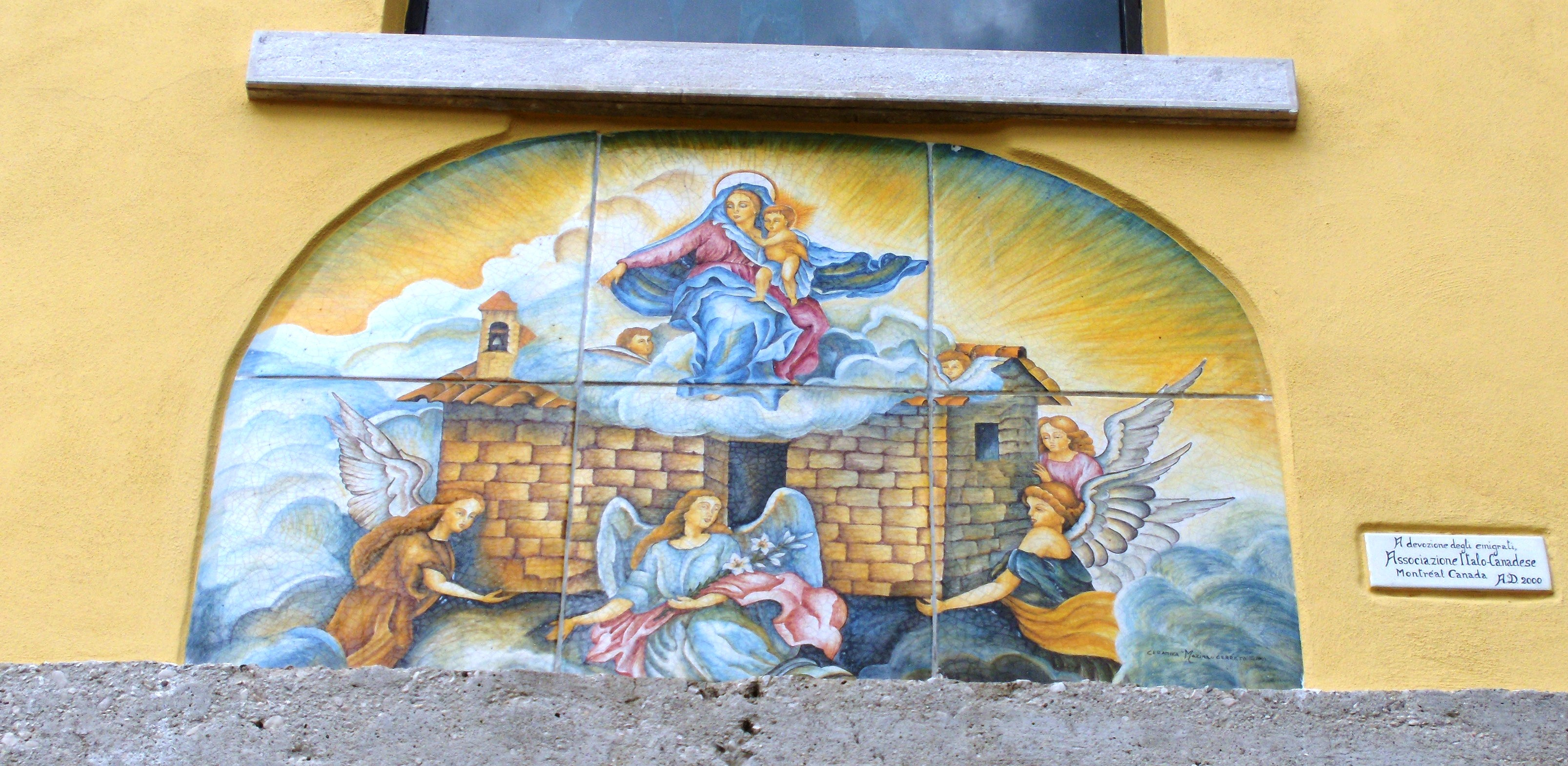
Edicola in ceramica cerretese raffigurante la Madonna di Loreto.

La facciata, molto semplice, è a capanna ed è affiancata a sinistra da una casetta che ospitava l'eremita. 
Sul portale è sita una edicola in ceramica cerretese realizzata nel 2000 a cura degli emigrati dell'Associazione italo-canadese di Montréal in Canada. L'edicola raffigura degli angeli mentre trasportano la Santa Casa di Loreto. La Madonna col Bambino è raffigurata seduta su di una nuvola, sul tetto della casa. Questa edicola ha sostituito un vecchio affresco consunto che si trovava sul portale della chiesa e che raffigurava lo stesso episodio sacro.
L'interno è a croce latina ed ha un soffitto a capriate lignee. 
Sull'altare maggiore è posta la scultura lignea di sant'Anna con la Madonna. Sant'Anna è raffigurata mentre fissa negli occhi la giovane Madonna, rappresentata con le mani giunte nell'atto della preghiera.
Ai due altari del transetto sono site altre due sculture lignee: sant'Antonio e la Madonna di Loreto, quest'ultima raffigurata con il volto scuro come quella conservata nel santuario della Santa Casa di Loreto. 
Gli stucchi e le decorazioni sono state eseguite nel 1919 dai cerretesi Filomeno Massarelli e Vincenzo Ciarleglio, come ricorda una lapide posta nell'abside. 
Di fianco alla chiesa è presente un'area verde attrezzata.